# България на летните олимпийски игри 2016
България участва на летните олимпийски игри през 2016 година в Рио де Жанейро от 5 до 21 август 2016 година. Това е двадесета лятна олимпиада, на която страната участва.
България участва на олимпидата с 51 спортиста в 14 спорта. Допинг скандал за пореден път изважда националния отбор по вдигане на тежести от олимпиадата. Това се случва на 19 ноември 2015 година, като впоследствие наказанията на спортистите са намалени, но забраната за участие все пак остава в сила. На 12 август по време на игрите е обявено, че Силвия Дънекова е дала положителна допинг проба за ЕПО, което закръгля българските състезатели на игрите на 50.
Знаменосец на делегацията е Ивет Лалова.
На 17 август България печели първия си медал – бронзовия медал на дебютантката на олимпийски игри, 21-годишната състезателка по борба свободен стил в категория до 48 кг Елица Янкова. В предпоследния ден на игрите – 20 август, Мирела Демирева печели сребърен медал в скока на височина и по този начин страната изравнява резултата си от олимпиадата в Лондон през 2012 година.

## Медалисти
| Медал          | Име                                                                                       | Спорт                   | Дисциплина              |
| -------------- | ----------------------------------------------------------------------------------------- | ----------------------- | ----------------------- |
| Сребърен медал | Мирела Демирева                                                                           | Лека атлетика           | Висок скок              |
| Бронзов медал  | Елица Янкова                                                                              | Борба                   | Свободна борба до 48 kg |
| Бронзов медал  | Михаела Маевска Ренета Камберова Цветелина Найденова Любомира Казанова Християна Тодорова | Художествена гимнастика | Ансамбъл                |

## Състезатели
| Спорт              | Мъже | Жени | Общо |
| ------------------ | ---- | ---- | ---- |
| Лека атлетика      | 5    | 6    | 11   |
| Бадминтон          | 0    | 3    | 3    |
| Бокс               | 2    | 1    | 3    |
| Кану-каяк          | 2    | 0    | 2    |
| Колоездене         | 1    | 0    | 1    |
| Фехтовка           | 1    | 0    | 1    |
| Гимнастика         | 0    | 6    | 6    |
| Джудо              | 2    | 0    | 2    |
| Модерен петобой    | 1    | 0    | 1    |
| Академично гребане | 2    | 0    | 2    |
| Спортна стрелба    | 2    | 1    | 3    |
| Плуване            | 2    | 1    | 3    |
| Тенис              | 1    | 1    | 2    |
| Борба              | 8    | 3    | 11   |
| Общо               | 29   | 22   | 51   |

### Академичено гребане
Страната класира една лодка от световното първентсво през 2015 година.
Мъже
| Спортист                        | Събитие     | Стартове | Стартове | Репешажи | Репешажи | Полуфинали | Полуфинали | Финал             | Финал |
| Спортист                        | Събитие     | Време    | Място    | Време    | Място    | Време      | Място      | Време             | Място |
| ------------------------------- | ----------- | -------- | -------- | -------- | -------- | ---------- | ---------- | ----------------- | ----- |
| Георги Божилов Кристиан Василев | Двойка скул | 6:44,31  | 4        | 6:20,56  | 2        | 6:47,00    | 6          | 7:00,85 (Финал Б) | 9     |

### Бадминтон
| Спортист                       | Събитие           | Групов етап                  | Групов етап                      | Групов етап                      | Групов етап | Елиминация          | Четвъртфинал      | Полуфинал         | Финал БМ          | Финал БМ       |
| Спортист                       | Събитие           | Съперник Резултат            | Съперник Резултат                | Съперник Резултат                | Място       | Съперник Резултат   | Съперник Резултат | Съперник Резултат | Съперник Резултат | Място          |
| ------------------------------ | ----------------- | ---------------------------- | -------------------------------- | -------------------------------- | ----------- | ------------------- | ----------------- | ----------------- | ----------------- | -------------- |
| Линда Зечири                   | Жени индивидуално | Гилмор 21:17, 21:15 П        | Жаке 21:17, 21:15 П              | н/д                              | 1           | Сонг 15:21, 12:21 З | Не продължава     | Не продължава     | Не продължава     | Не продължава  |
| Габриела Стоева Стефани Стоева | Двойки жени       | Йе-на / Со Хи 22:24, 15:21 З | Тан Юентин / Ю Ян 14:21, 11:21 З | Голишевски/ Нелте 21:14, 21:19 П | 3           | Не продължават      | Не продължават    | Не продължават    | Не продължават    | Не продължават |

### Бокс
Мъже
| Спортист      | Събитие | Първи кръг        | Втори кръг        | Четвъртфинал      | Полуфинал         | Финал             | Финал         |
| Спортист      | Събитие | Съперник Резултат | Съперник Резултат | Съперник Резултат | Съперник Резултат | Съперник Резултат | Място         |
| ------------- | ------- | ----------------- | ----------------- | ----------------- | ----------------- | ----------------- | ------------- |
| Даниел Асенов | -51 кг  | Мартинес 2:1      | Флиси 0:3         | Не продължава     | Не продължава     | Не продължава     | Не продължава |
| Симеон Чамов  | -69 кг  | Шипал 3:0         | Ади 0:3           | Не продължава     | Не продължава     | Не продължава     | Не продължава |

Жени
| Спортист          | Събитие | Осминафинал       | Четвъртфинал      | Полуфинал         | Финал             | Финал         |
| Спортист          | Събитие | Съперник Резултат | Съперник Резултат | Съперник Резултат | Съперник Резултат | Място         |
| ----------------- | ------- | ----------------- | ----------------- | ----------------- | ----------------- | ------------- |
| Станимира Петрова | -51 кг  | Коб 1:2           | Не продължава     | Не продължава     | Не продължава     | Не продължава |

### Борба
Класически стил (мъже)
| Спортист           | Събитие | Квалификация      | Осминафинал       | Четвъртфинал      | Полуфинал         | Репешаж 1         | Репешаж 2         | Финал / БМ        | Финал / БМ |
| Спортист           | Събитие | Съперник Резултат | Съперник Резултат | Съперник Резултат | Съперник Резултат | Съперник Резултат | Съперник Резултат | Съперник Резултат | Място      |
| ------------------ | ------- | ----------------- | ----------------- | ----------------- | ----------------- | ----------------- | ----------------- | ----------------- | ---------- |
| Даниел Александров | −75 кг  | Жулфакян 3:1      | Бачи 0:4          | Не продължава     | Не продължава     | Не продължава     | Не продължава     | Не продължава     | 11         |
| Николай Байряков   | −85 кг  | n/a               | Буджемлин 4:0     | Беленюк 1:4       | n/a               | n/a               | Отман 2:1         | Гамзатов 1:4      | 5          |
| Елис Гури          | −98 кг  | Халоуи 8:0        | Надареишвили 3:2  | Шоен 0:8          | Не продължава     | Не продължава     | Не продължава     | Не продължава     | 7          |

Свободен стил (мъже)
| Спортист          | Събитие | Квалификация      | Осминафинал       | Четвъртфинал      | Полуфинал         | Репешаж 1         | Репешаж 2         | Финал / БМ        | Финал / БМ |
| Спортист          | Събитие | Съперник Резултат | Съперник Резултат | Съперник Резултат | Съперник Резултат | Съперник Резултат | Съперник Резултат | Съперник Резултат | Място      |
| ----------------- | ------- | ----------------- | ----------------- | ----------------- | ----------------- | ----------------- | ----------------- | ----------------- | ---------- |
| Владимир Дубов    | −57 кг  | n/a               | Денис 11:0        | Гуидя 10:0        | Хинчехашвили 4:8  | n/a               | n/a               | Алиев 4:5         | 5          |
| Борислав Новачков | −65 кг  | Насири 10:7       | Гомес 4:7         | Не продължава     | Не продължава     | Не продължава     | Не продължава     | Не продължава     | 8          |
| Георги Иванов     | −74 кг  | n/a               | Макарашвили 8:13  | Не продължава     | Не продължава     | Не продължава     | Не продължава     | Не продължава     | 12         |
| Михаил Ганев      | −86 кг  | Оргодол 3:1       | Карими 2:7        | Не продължава     | Не продължава     | Не продължава     | Не продължава     | Не продължава     | 8          |
| Димитър Кумчев    | −125 кг | Патриашвили 0:10  | Не продължава     | Не продължава     | Не продължава     | Не продължава     | Не продължава     | Не продължава     | 18         |

Свободен стил (жени)
| Спортист      | Събитие | Квалификация      | Осминафинал       | Четвъртфинал      | Полуфинал         | Репешаж 1         | Репешаж 2         | Финал / БМ        | Финал / БМ |
| Спортист      | Събитие | Съперник Резултат | Съперник Резултат | Съперник Резултат | Съперник Резултат | Съперник Резултат | Съперник Резултат | Съперник Резултат | Място      |
| ------------- | ------- | ----------------- | ----------------- | ----------------- | ----------------- | ----------------- | ----------------- | ----------------- | ---------- |
| Елица Янкова  | −48 кг  | Муамбо 10:0       | Дадашева 9:6      | Кастийо 3:2       | Стадник 0:6       | n/a               | n/a               | Бермудес 7:6      | 03         |
| Мими Христова | −58 кг  | Пуревдорж 4:7     | Не продължава     | Не продължава     | Не продължава     | Не продължава     | Не продължава     | Не продължава     | 15         |
| Тайбе Юсеин   | −63 кг  | n/a               | Пирожкова 7:10    | Не продължава     | Не продължава     | Не продължава     | Не продължава     | Не продължава     | 13         |

### Гимнастика

#### Художествена гимнастика
| Спортист         | Събитие      | Квалификация | Квалификация | Квалификация | Квалификация | Квалификация | Квалификация | Финал  | Финал  | Финал   | Финал  | Финал  | Финал |
| Спортист         | Събитие      | Обръч        | Топка        | Бухалки      | Лента        | Общо         | Място        | Обръч  | Топка  | Бухалки | Лента  | Общо   | Място |
| ---------------- | ------------ | ------------ | ------------ | ------------ | ------------ | ------------ | ------------ | ------ | ------ | ------- | ------ | ------ | ----- |
| Невяна Владинова | Индивидуално | 17,666       | 17,700       | 17,800       | 17,800       | 70,966       | 6            | 17,883 | 17,750 | 18,050  | 17,050 | 70,733 | 7     |

| Спортист                                                                                  | Събитие  | Квалификация | Квалификация       | Квалификация | Квалификация | Финал   | Финал              | Финал  | Финал |
| Спортист                                                                                  | Събитие  | 5 ленти      | 6 бухалки 2 обръча | Общо         | Място        | 5 ленти | 6 бухалки 2 обръча | Общо   | Място |
| ----------------------------------------------------------------------------------------- | -------- | ------------ | ------------------ | ------------ | ------------ | ------- | ------------------ | ------ | ----- |
| Михаела Маевска Ренета Камберова Цветелина Найденова Любомира Казанова Християна Тодорова | Ансамбъл | 17,566       | 16,616             | 34,182       | 7            | 17,700  | 18,066             | 35,766 | 03    |

### Джудо
| Спортист       | Събитие | Първи кръг        | Втори кръг        | Осминафинал         | Четвъртфинал      | Полуфинал         | Репешаж            | Финал / БМ        | Финал / БМ    |
| Спортист       | Събитие | Съперник Резултат | Съперник Резултат | Съперник Резултат   | Съперник Резултат | Съперник Резултат | Съперник Резултат  | Съперник Резултат | Място         |
| -------------- | ------- | ----------------- | ----------------- | ------------------- | ----------------- | ----------------- | ------------------ | ----------------- | ------------- |
| Янислав Герчев | −60 кг  | Bye               | Йен 110:000       | Папинашвили 000:100 | Не продължава     | Не продължава     | Не продължава      | Не продължава     | Не продължава |
| Ивайло Иванов  | −81 кг  | Bye               | де Вит 011:000    | Сеун-Соо 010:000    | Стивънс 000:100   | Не продължава     | Маркончини 000:100 | Не продължава     | 7             |

### Кану-каяк

#### Спринт
Мъже
| Спортист        | Събитие                | Стартове | Стартове | Полуфинали    | Полуфинали    | Финал            | Финал         |
| Спортист        | Събитие                | Време    | Място    | Време         | Място         | Време            | Място         |
| --------------- | ---------------------- | -------- | -------- | ------------- | ------------- | ---------------- | ------------- |
| Мирослав Кирчев | 1000 м едноместен каяк | 3:39,363 | 6        | Не продължава | Не продължава | Не продължава    | Не продължава |
| Ангел Кодинов   | 1000 м едноместно кану | 4:27,904 | 5        | 4:30,574      | 6             | 4:10,102 Финал Б | 14            |
| Ангел Кодинов   | 200 м едноместно кану  | 42,694   | 4        | 42,925        | 7             | Не продължава    | Не продължава |

### Колоездене

#### Колоездене на шосе
България е класирала един състезател.
| Спортист       | Събитие                | Време       | Място       |
| -------------- | ---------------------- | ----------- | ----------- |
| Стефан Христов | Шосейно общ старт мъже | Не финишира | Не финишира |

### Лека атлетика
Мъже
| Спортист    | Събитие           | Полуфинал | Полуфинал | Финал         | Финал         |
| Спортист    | Събитие           | Резултат  | Място     | Резултат      | Място         |
| ----------- | ----------------- | --------- | --------- | ------------- | ------------- |
| Митко Ценов | 3000 м стипълчейз | 8:54,79   | 14        | Не продължава | Не продължава |

| Спортист       | Събитие          | Квалификация | Квалификация | Финал         | Финал         |
| Спортист       | Събитие          | Дистанция    | Позиция      | Дистанция     | Позиция       |
| -------------- | ---------------- | ------------ | ------------ | ------------- | ------------- |
| Румен Димитров | Троен скок       | 16,36        | 26           | Не продължава | Не продължава |
| Георги Иванов  | Тласкане на гюле | 19,49        | 25           | Не продължава | Не продължава |
| Тихомир Иванов | Висок скок       | 2,29         | 1            | 2,29          | 10            |
| Георги Цонов   | Троен скок       | 15,20        | 39           | Не продължава | Не продължава |

Жени
| Спортист          | Събитие           | Старт                    | Старт                    | Четвъртфинал             | Четвъртфинал             | Полуфинал                                  | Полуфинал                                  | Финал                                      | Финал                                      |
| Спортист          | Събитие           | Резултат                 | Място                    | Резултат                 | Място                    | Резултат                                   | Място                                      | Резултат                                   | Място                                      |
| ----------------- | ----------------- | ------------------------ | ------------------------ | ------------------------ | ------------------------ | ------------------------------------------ | ------------------------------------------ | ------------------------------------------ | ------------------------------------------ |
| Силвия Дънекова   | 3000 м стипълчейз | Отстранена поради допинг | Отстранена поради допинг | Отстранена поради допинг | Отстранена поради допинг | Отстранена поради допинг                   | Отстранена поради допинг                   | Отстранена поради допинг                   | Отстранена поради допинг                   |
| Ивет Лалова-Колио | 100 м             | Bye                      | Bye                      | 11,35                    | 3                        | отказва се, за да може да участва на 200 м | отказва се, за да може да участва на 200 м | отказва се, за да може да участва на 200 м | отказва се, за да може да участва на 200 м |
| Ивет Лалова-Колио | 200 м             | 22,61                    | 1                        | н/д                      | н/д                      | 22,42                                      | 2                                          | 22,69                                      | 8                                          |
| Милица Мирчева    | Маратон           | н/д                      | н/д                      | н/д                      | н/д                      | н/д                                        | н/д                                        | 2:51:06                                    | 108                                        |

| Спортист             | Събитие          | Квалификация | Квалификация | Финал         | Финал         |
| Спортист             | Събитие          | Резултат     | Позиция      | Резултат      | Позиция       |
| -------------------- | ---------------- | ------------ | ------------ | ------------- | ------------- |
| Мирела Демирева      | Висок скок       | 1,94         | 9            | 1,97          | 02            |
| Радослава Мавродиева | Тласкане на гюле | 17,20        | 21           | Не продължава | Не продължава |
| Габриела Петрова     | Троен скок       | 13,92        | 22           | Не продължава | Не продължава |

### Модерен петобой
| Спортист          | Събитие | Фехтовка (шпага) | Фехтовка (шпага) | Фехтовка (шпага) | Плуване (200 м свободен стил) | Плуване (200 м свободен стил) | Плуване (200 м свободен стил) | Конен спорт (скокове) | Конен спорт (скокове) | Конен спорт (скокове) | Комбинирано: стрелба/бягане (10 м възд. пистолет)/(3200 м) | Комбинирано: стрелба/бягане (10 м възд. пистолет)/(3200 м) | Комбинирано: стрелба/бягане (10 м възд. пистолет)/(3200 м) | Общо точки | Финално място |
| Спортист          | Събитие | Резултат         | Място            | Точки            | Време                         | Място                         | Точки                         | Наказания             | Място                 | Точки                 | Време                                                      | Място                                                      | Точки                                                      | Общо точки | Финално място |
| ----------------- | ------- | ---------------- | ---------------- | ---------------- | ----------------------------- | ----------------------------- | ----------------------------- | --------------------- | --------------------- | --------------------- | ---------------------------------------------------------- | ---------------------------------------------------------- | ---------------------------------------------------------- | ---------- | ------------- |
| Димитър Кръстанов | Мъже    | 1                | 17               | 214              | 2:04,96                       | 19                            | 326                           | Елиминиран (0)        | Елиминиран (0)        | Елиминиран (0)        | 11:02,95                                                   | 2                                                          | 638                                                        | 1179       | 33            |

### Плуване
Мъже
| Спортист           | Събитие             | Старт | Старт | Полуфинал     | Полуфинал     | Финал         | Финал         |
| Спортист           | Събитие             | Време | Място | Време         | Място         | Време         | Място         |
| ------------------ | ------------------- | ----- | ----- | ------------- | ------------- | ------------- | ------------- |
| Венцислав Айдарски | 10 км открити води  | н/д   | н/д   | н/д           | н/д           | 1:53:16,1     | 14            |
| Александър Николов | 100 м свободен стил | 50,08 | 41    | Не продължава | Не продължава | Не продължава | Не продължава |

Жени
| Спортист       | Събитие             | Квалификации | Квалификации | Полуфинал     | Полуфинал     | Финал         | Финал         |               |
| Спортист       | Събитие             | Резултат     | Място        | Резултат      | Място         | Резултат      | Място         |               |
| -------------- | ------------------- | ------------ | ------------ | ------------- | ------------- | ------------- | ------------- | ------------- |
| Нина Рангелова | 200 м свободен стил | 1:58,57      | 22           | Не продължава | Не продължава | Не продължава | Не продължава | Не продължава |
| Нина Рангелова | 100 м свободен стил | 55,71        | 31           | Не продължава | Не продължава | Не продължава | Не продължава |               |

### Стрелба
България печели 3 квоти от световното първенство и световната купа през 2015 година.
Мъже
| Спортист      | Събитие                    | Квалификация | Квалификация | Финал         | Финал         |
| Спортист      | Събитие                    | Точки        | Място        | Точки         | Място         |
| ------------- | -------------------------- | ------------ | ------------ | ------------- | ------------- |
| Антон Ризов   | 10 м въздушна пушка        | 617,3        | 42           | Не продължава | Не продължава |
| Антон Ризов   | 50 м пушка легнала позиция | 621,2        | 27           | Не продължава | Не продължава |
| Антон Ризов   | 50 м пушка 3 позиции       | 1161         | 35           | Не продължава | Не продължава |
| Самуил Донков | 10 м въздушен пистолет     | 572          | 34           | Не продължава | Не продължава |
| Самуил Донков | 50 м пистолет              | 541          | 32           | Не продължава | Не продължава |

Жени
| Спортист         | Събитие                | Квалификация | Квалификация | Полуфинал | Полуфинал | Финал         | Финал         |
| Спортист         | Събитие                | Точки        | Място        | Точки     | Място     | Точки         | Място         |
| ---------------- | ---------------------- | ------------ | ------------ | --------- | --------- | ------------- | ------------- |
| Антоанета Бонева | 10 м въздушен пистолет | 371          | 41           | н/д       | н/д       | Не продължава | Не продължава |
| Антоанета Бонева | 25 м пистолет          | 583          | 5            | 11        | 8         | Не продължава | Не продължава |

### Тенис
| Спортист          | Събитие           | Първи кръг             | Втори кръг        | Осминафинал       | Четвъртфинал      | Полуфинал         | Финал / БМ        | Финал / БМ    |
| Спортист          | Събитие           | Съперник Резултат      | Съперник Резултат | Съперник Резултат | Съперник Резултат | Съперник Резултат | Съперник Резултат | Място         |
| ----------------- | ----------------- | ---------------------- | ----------------- | ----------------- | ----------------- | ----------------- | ----------------- | ------------- |
| Григор Димитров   | Мъже индивидуално | Чилич 1:6, 4:6         | Не продължава     | Не продължава     | Не продължава     | Не продължава     | Не продължава     | Не продължава |
| Цветана Пиронкова | Жени индивидуално | Зигемунд 6:1, 4:6, 2:6 | Не продължава     | Не продължава     | Не продължава     | Не продължава     | Не продължава     | Не продължава |

### Фехтовка
Мъже
| Спортист     | Събитие           | Първи кръг        | Осминафинал       | Четвъртфинал      | Полуфинал         | Финал / БМ        | Финал / БМ    |
| Спортист     | Събитие           | Съперник Резултат | Съперник Резултат | Съперник Резултат | Съперник Резултат | Съперник Резултат | Място         |
| ------------ | ----------------- | ----------------- | ----------------- | ----------------- | ----------------- | ----------------- | ------------- |
| Панчо Пасков | Сабя индивидуално | Якименко 15:14    | Сабо 6:15         | Не продължава     | Не продължава     | Не продължава     | Не продължава |